# Corte L
Un corte L es una variante de técnicas de montaje de edición dividida, en la cual el audio de la escena precedente se solapa con la imagen de la escena siguiente, de modo que el audio se corta justo después de la imagen, y continua sonando en el comienzo de la próxima escena.

El nombre que denomina esta técnica se refiere a la forma de las piezas de audio y de vídeo de las dos primeras escenas cortadas juntas en muchos de los programas de edición de video no lineal.